# Panopticon (glazbeni sastav)
Panopticon je samostalni black/folk metal sastav američkog glazbenika Austina Lunna.

## Povijest sastava
Lunn je osnovao sastav s namjerom da isključivo objavljuje studijska izdanja na kojima svira sve instrumente i izvodi vokale, no s vremenom sastav se proširio na kompletnu postavu koja svira na nastupima uživo, iako Lunn ostaje kao jedini stalni član i autor sve glazbe. Glazba koju izvodi komibancija je black metala te tradicionalne apalačke narodne glazbe i bluegrassa. Također uz klasične instrumente karakteristične za heavy metal koristi i tradicionalne poput bendža, fruli i zvona. Stihovi pjesama najčešće su vezani uz povijest, stara vjerovanja te razne političke, ekološke ili osobne probleme. Također, svi albumi, uz izuzetak debitantskog su konceptualni, s jednom temom koja se provlači kroz sve pjesme, kao primjerice album Kentucky iz 2012., koji se bavi borbom rudara za veća prava u prvoj polovici 20. stoljeća, te posljedicama na okoliš izazvanim ugljenokopima. Zasada je objavljeno ukupno šest studijskih albuma, zasada posljednji Autumn Eternal 2015. godine.

## Članovi sastava
- Austin Lunn - instumenti, vokal (2007.-danas)

## Diskografija
Studijski albumi
- Panopticon (2008.)
- Collapse (2009.)
- Social Disservices (2011.)
- Kentucky (2012.)
- Roads to the North (2014.)
- Autumn Eternal (2015.)
- The Scars of Man on the Once Nameless Wilderness (I and II) (2018.)
- The Crescendo of Dusk (EP, 2019.)
- ...And Again into the Light (2021.)
- The Rime of Memory (2023.)

Split albumi
- Lake of Blood/Panopticon (2009.)
- It's Later Than you Think (sa sastavom Wheels Within Wheels, 2009.)
- Panopticon/When Bitter Spring Sleeps (2010.)
- Skagos/Panopticon (2010.)
- Wheels Within Wheels/Panopticon II (2011.)
- Vestiges/Panopticon (2013.)
- Brotherhood (sa sastavom Falls of Raurous, 2014.)
- Panopticon/Waldgeflüster (2016.)

Kompilacije
- ...on the Subject of Mortality (2010.)
- Revisions of the Past (2016.)

## Vanjske poveznice
- Službena Facebook stranica